# Orthocladius heptatomus
Orthocladius heptatomus är en tvåvingeart som beskrevs av Jean-Jacques Kieffer 1915. Orthocladius heptatomus ingår i släktet Orthocladius och familjen fjädermyggor.
Artens utbredningsområde är Danmark. Inga underarter finns listade i Catalogue of Life.